# نوفوكويبيشفسك
نوفوكويبيشفسك (بالروسية: Новокуйбышевск) هي إحدى مدن روسيا في الكيان الفدرالي الروسي سمارا أوبلاست.

## أعلام
- أوليغ سايتوف
- ديميتري فولكوف